# Peter Cargill
Peter Cargill (Saint Ann Parish, 2 de março de 1964 - Saint Ann Parish, 15 de abril de 2005) foi um futebolista jamaicano.

## Carreira
Jogou boa parte da carreira em seu país, mais precisamente por Harbour View (onde também se aposentou, em 1999), Swallowfield e Portmore United (na época, Hazard United). Atuou também por Maccabi Netanya e Hapoel Petah Tikva, no futebol de Israel.
Fora dos gramados, trabalhou como auxiliar-técnico da Seleção Jamaicana por 4 anos.

## Seleção
Pela Seleção Jamaicana, onde atuava desde 1984 (quando o futebol no país do reggae ainda era inexpressivo), Cargill participou da Copa de 1998, a primeira da história do país, e da Copa Ouro disputada no mesmo ano. 
Aos 34 anos, foi o jogador mais velho do elenco jamaicano, mas não evitou a eliminação na fase de grupos. Despediu-se da equipe logo após a competição, tendo participado de 84 jogos e marcando 3 gols.

## Morte
Cargill morreu em 15 de abril de 2005, aos 41 anos, em decorrência de um acidente automobilístico. Na época, o ex-jogador trabalhava como auxiliar no Waterhouse desde 2004.

## Ligação externa
- Peter Cargill em National-Football-Teams.com